# Лиза Цајзер
Лиза Цајзер  (Фердорф, 23. август 1994) аустријска пливачица чија је специјалност је пливање у дисциплинама мешовитим стилом. Чланица је пливачког клуба Линц из Линца. Итренер јој је Марко Волф.

## Каријера
Њен први међународни успех је шесто место на Европском олимпијском фестивалу младих у Београду 2007. године. На аустријском јуниорском првенству 2008. освојила је пет златних медаља и једну сребрну и једну бронзану. Исте године на сениорском првенству освојила је две бронзане медаље, а наредне године једну сребрну и три бронзане медаље.
На Европском првенству за младе 2009. у Прагу, била је 12 на 200 м мешовито. Годину дана касније Цајзер осваја деве националне титуле. На Европском јуниорском првенству 2010. у Хелсинкију није освојила медаље, била је четврта и пета у својим дисциплинама.
Аустријски рекорд на 100 метара мешовито у малим базенима од 1:00,77 поставила на Европском првенству у Шчећину (Пољска). Трку је завршила као седма.
На аустријским првенства у Грацу 2012. године освојила је три титуле: 100 м прсно, 200 м мешовито и 50 метара делфин. Постигнутим резултатом 2:14,09 у дисциплини 200 метара мешовито постигла је Б олимпијску норму за Олимпијске игре у Лондону.. Била је најмлађи учесник репрезентације Аустрије на Играма са 17. год и 342 дана.. Завршила је као 19. у квалификацијама.
У аустријским првенству 2014. у Санкт Пелтену Цајзерова освала седам појединачних титула и једну са штафетом. Исте године на Европском првенству у Берлину освојила је бронзану медаљу на 200 м мешовито.
Други пут је учествовала на Олимпијскиим играма 2016. у Рио де Женеиру, али опет није успела да се пласира у полуфинале на 200 м мешовито.